# Großer Preis von Großbritannien 2005
Der Große Preis von Großbritannien 2005 (offiziell 2005 Formula 1 Foster’s British Grand Prix) fand am 10. Juli auf dem Silverstone-Circuit in Silverstone statt und war das elfte Rennen der Formel-1-Weltmeisterschaft 2005.

## Berichte

### Hintergrund
Nach dem Großen Preis von Frankreich führte Fernando Alonso in der Fahrerwertung mit 24 Punkten vor Kimi Räikkönen und mit 28 Punkten vor Michael Schumacher. In der Konstrukteurswertung führte Renault mit 18 Punkten vor McLaren-Mercedes und mit 20 Punkten vor Ferrari.
Mit Michael Schumacher (dreimal), David Coulthard, Jacques Villeneuve (jeweils zweimal) und Rubens Barrichello (einmal) traten vier ehemalige Sieger zu diesem Grand Prix an.

### Training
Die letzten sechs Teams der Konstrukteursmeisterschaft 2004 waren berechtigt am Freitag im freien Training ein drittes Auto einzusetzen. Diese Fahrer fuhren am Freitag, traten aber weder im Qualifying noch im Rennen an. Pedro de la Rosa (McLaren-Mercedes), Vitantonio Liuzzi (Red Bull), Ricardo Zonta (Toyota) und Robert Doornbos (Jordan-Toyota) nahmen in dieser Funktion an den Freitagstrainings teil.
Im ersten freien Training am Freitag war de la Rosa mit 1:19,205 Minuten Schnellster vor Zonta und Jenson Button. Im zweiten freien Training am Freitag fuhr de la Rosa mit 1:18,530 Minuten erneut die schnellste Zeit vor Zonta und Juan Pablo Montoya.
Im dritten freien Training am Samstag war Räikkönen mit 1:20,975 Minuten vorne, gefolgt von Alonso und Button. Im vierten und letzten freien Training am Samstag fuhr Alonso dann in 1:20,077 Minuten die schnellste Runde vor Montoya und Jarno Trulli.

### Qualifying
Im Qualifying sicherte sich Alonso seine siebte Pole-Position. Zweiter wurde Räikkönen, welcher erneut eine Startplatzstrafe von 10 Plätzen für einen Motorenwechsel bekam, vor Button.

### Rennen
Montoya im McLaren-Mercedes gelang vom dritten Startplatz aus ein hervorragender Start, er schaffte es sofort die Führung zu übernehmen, gefolgt von den beiden Renault, Alonso und Giancarlo Fisichella.
Der Stopp des Kolumbianers erfolgte in Runde 22, eine Runde später folgte der von Alonso, der knapp hinter Montoya wieder auf die Strecke zurückkam und nicht überholen konnte. Die Führung im Rennen ging für eine weitere Runde an Fisichella, der zusammen mit Räikkönen in Runde 25 zur Box kam. Der Stopp kam dem Finnen zugute, der den Renault des Römers aufgrund der kürzeren Standzeit überholen konnte. An der Spitze begann Montoya seinen Vorsprung auszubauen, das Rennen schließlich an der Spitze zu beenden und seinen ersten Sieg für das in Woking ansässige Team zu erzielen. Das Podium wurde komplettiert von Alonso und Räikkönen. Für Montoya war es der erste Sieg seit dem Großen Preis von Brasilien 2004 und der fünfte seiner Formel-1-Karriere. Die restlichen Punkteplatzierungen belegten Fisichella, Button, Michael Schumacher, Barrichello und Ralf Schumacher.
In der Fahrer- und Konstrukteurswertung blieben die ersten drei Positionen unverändert.

## Meldeliste
| Team                       | Nr. | Fahrer               | Chassis        | Motor                 | Reifen |
| -------------------------- | --- | -------------------- | -------------- | --------------------- | ------ |
| Scuderia Ferrari Marlboro  | 01  | Michael Schumacher   | Ferrari F2005  | Ferrari 3.0 V10       | B      |
| Scuderia Ferrari Marlboro  | 02  | Rubens Barrichello   | Ferrari F2005  | Ferrari 3.0 V10       | B      |
| Lucky Strike BAR Honda     | 03  | Jenson Button        | BAR 007        | Honda 3.0 V10         | M      |
| Lucky Strike BAR Honda     | 04  | Takuma Satō          | BAR 007        | Honda 3.0 V10         | M      |
| Mild Seven Renault F1 Team | 05  | Fernando Alonso      | Renault R25    | Renault 3.0 V10       | M      |
| Mild Seven Renault F1 Team | 06  | Giancarlo Fisichella | Renault R25    | Renault 3.0 V10       | M      |
| BMW-Williams F1 Team       | 07  | Mark Webber          | Williams FW27  | BMW 3.0 V10           | M      |
| BMW-Williams F1 Team       | 08  | Nick Heidfeld        | Williams FW27  | BMW 3.0 V10           | M      |
| West McLaren-Mercedes      | 09  | Kimi Räikkönen       | McLaren MP4-20 | Mercedes-Benz 3.0 V10 | M      |
| West McLaren-Mercedes      | 10  | Juan Pablo Montoya   | McLaren MP4-20 | Mercedes-Benz 3.0 V10 | M      |
| West McLaren-Mercedes      | 35  | Pedro de la Rosa     | McLaren MP4-20 | Mercedes-Benz 3.0 V10 | M      |
| Sauber Petronas            | 11  | Jacques Villeneuve   | Sauber C24     | Petronas 3.0 V10      | M      |
| Sauber Petronas            | 12  | Felipe Massa         | Sauber C24     | Petronas 3.0 V10      | M      |
| Red Bull Racing            | 14  | David Coulthard      | Red Bull RB1   | Cosworth 3.0 V10      | M      |
| Red Bull Racing            | 15  | Christian Klien      | Red Bull RB1   | Cosworth 3.0 V10      | M      |
| Red Bull Racing            | 37  | Vitantonio Liuzzi    | Red Bull RB1   | Cosworth 3.0 V10      | M      |
| Panasonic Toyota Racing    | 16  | Jarno Trulli         | ToyotaTF105    | Toyota 3.0 V10        | M      |
| Panasonic Toyota Racing    | 17  | Ralf Schumacher      | ToyotaTF105    | Toyota 3.0 V10        | M      |
| Panasonic Toyota Racing    | 38  | Ricardo Zonta        | ToyotaTF105    | Toyota 3.0 V10        | M      |
| Jordan Grand Prix          | 18  | Tiago Monteiro       | Jordan EJ15    | Toyota 3.0 V10        | B      |
| Jordan Grand Prix          | 19  | Narain Karthikeyan   | Jordan EJ15    | Toyota 3.0 V10        | B      |
| Jordan Grand Prix          | 39  | Robert Doornbos      | Jordan EJ15    | Toyota 3.0 V10        | B      |
| Minardi F1 Team            | 20  | Patrick Friesacher   | Minardi PS05   | Cosworth 3.0 V10      | B      |
| Minardi F1 Team            | 21  | Christijan Albers    | Minardi PS05   | Cosworth 3.0 V10      | B      |

Anmerkungen
1. 1 2 3 4  Nahm nur am Freitagstraining teil.

## Klassifikationen

### Qualifying
| Pos. | Fahrer               | Konstrukteur      | Zeit       | Start |
| ---- | -------------------- | ----------------- | ---------- | ----- |
| 01   | Fernando Alonso      | Renault           | 1:19,905   | 01    |
| 02   | Kimi Räikkönen       | McLaren-Mercedes  | 1:19,932   | 12    |
| 03   | Jenson Button        | BAR-Honda         | 1:20,207   | 02    |
| 04   | Juan Pablo Montoya   | McLaren-Mercedes  | 1:20,382   | 03    |
| 05   | Jarno Trulli         | Toyota            | 1:20,459   | 04    |
| 06   | Rubens Barrichello   | Ferrari           | 1:20,906   | 05    |
| 07   | Giancarlo Fisichella | Renault           | 1:21,010   | 06    |
| 08   | Takuma Satō          | BAR-Honda         | 1:21,114   | 07    |
| 09   | Ralf Schumacher      | Toyota            | 1:21,191   | 08    |
| 10   | Michael Schumacher   | Ferrari           | 1:21,275   | 09    |
| 11   | Jacques Villeneuve   | Sauber-Petronas   | 1:21,352   | 10    |
| 12   | Mark Webber          | Williams-BMW      | 1:21,997   | 11    |
| 13   | David Coulthard      | Red Bull-Cosworth | 1:22,108   | 13    |
| 14   | Nick Heidfeld        | Williams-BMW      | 1:22,117   | 14    |
| 15   | Christian Klien      | Red Bull-Cosworth | 1:22,207   | 15    |
| 16   | Felipe Massa         | Sauber-Petronas   | 1:22,495   | 16    |
| 17   | Narain Karthikeyan   | Jordan-Toyota     | 1:23,583   | 17    |
| 18   | Christijan Albers    | Minardi-Cosworth  | 1:24,576   | 18    |
| 19   | Patrick Friesacher   | Minardi-Cosworth  | 1:25,566   | 19    |
| 20   | Tiago Monteiro       | Jordan-Toyota     | keine Zeit | 20    |

Anmerkungen
1. ↑  Räikkönen erhielt aufgrund eines Motorenwechsels eine Startplatzstrafe von zehn Plätzen.
2. ↑  Monteiro wurde erlaubt zu starten, da er im freien Training ausreichend schnell gefahren war.

### Rennen
| Pos. | Fahrer               | Konstrukteur      | Runden | Stopps | Zeit        | Start | Schnellste Runde |
| ---- | -------------------- | ----------------- | ------ | ------ | ----------- | ----- | ---------------- |
| 01   | Juan Pablo Montoya   | McLaren-Mercedes  | 60     | 2      | 1:24:29,588 | 03    | 1:20,700 (41.)   |
| 02   | Fernando Alonso      | Renault           | 60     | 2      | + 2,739     | 01    | 1:21,228 (40.)   |
| 03   | Kimi Räikkönen       | McLaren-Mercedes  | 60     | 2      | + 14,436    | 12    | 1:20,502 (60.)   |
| 04   | Giancarlo Fisichella | Renault           | 60     | 2      | + 17,914    | 06    | 1:21,159 (43.)   |
| 05   | Jenson Button        | BAR-Honda         | 60     | 2      | + 40,264    | 02    | 1:21,993 (42.)   |
| 06   | Michael Schumacher   | Ferrari           | 60     | 2      | + 1:15,332  | 09    | 1:21,675 (23.)   |
| 07   | Rubens Barrichello   | Ferrari           | 60     | 3      | + 1:16,567  | 05    | 1:22,302 (41.)   |
| 08   | Ralf Schumacher      | Toyota            | 60     | 2      | + 1:19,212  | 08    | 1:21,960 (46.)   |
| 09   | Jarno Trulli         | Toyota            | 60     | 2      | + 1:20,851  | 04    | 1:22,112 (56.)   |
| 10   | Felipe Massa         | Sauber-Petronas   | 59     | 2      | + 1 Runde   | 16    | 1:22,466 (56.)   |
| 11   | Mark Webber          | Williams-BMW      | 59     | 2      | + 1 Runde   | 11    | 1:23,291 (16.)   |
| 12   | Nick Heidfeld        | Williams-BMW      | 59     | 2      | + 1 Runde   | 14    | 1:23,360 (58.)   |
| 13   | David Coulthard      | Red Bull-Cosworth | 59     | 2      | + 1 Runde   | 13    | 1:23,089 (44.)   |
| 14   | Jacques Villeneuve   | Sauber-Petronas   | 59     | 2      | + 1 Runde   | 10    | 1:23,210 (16.)   |
| 15   | Christian Klien      | Red Bull-Cosworth | 59     | 2      | + 1 Runde   | 15    | 1:23,147 (58.)   |
| 16   | Takuma Satō          | BAR-Honda         | 58     | 1      | + 2 Runden  | 07    | 1:22,551 (54.)   |
| 17   | Tiago Monteiro       | Jordan-Toyota     | 58     | 2      | + 2 Runden  | 20    | 1:24,247 (36.)   |
| 18   | Christijan Albers    | Minardi-Cosworth  | 57     | 2      | + 3 Runden  | 18    | 1:26,182 (53.)   |
| 19   | Patrick Friesacher   | Minardi-Cosworth  | 56     | 2      | + 4 Runden  | 19    | 1:26,489 (37.)   |
| –    | Narain Karthikeyan   | Jordan-Toyota     | 10     | 0      | DNF         | 17    | 1:25,257 (08.)   |

## WM-Stände nach dem Rennen
Die ersten acht eines Rennens bekamen 10, 8, 6, 5, 4, 3, 2 bzw. 1 Punkt(e).

### Fahrerwertung
| Pos. | Fahrer               | Konstrukteur      | Punkte |
| ---- | -------------------- | ----------------- | ------ |
| 01   | Fernando Alonso      | Renault           | 77     |
| 02   | Kimi Räikkönen       | McLaren-Mercedes  | 51     |
| 03   | Michael Schumacher   | Ferrari           | 43     |
| 04   | Jarno Trulli         | Toyota            | 31     |
| 05   | Rubens Barrichello   | Ferrari           | 31     |
| 06   | Juan Pablo Montoya   | McLaren-Mercedes  | 26     |
| 07   | Giancarlo Fisichella | Renault           | 25     |
| 08   | Nick Heidfeld        | Williams-BMW      | 25     |
| 09   | Ralf Schumacher      | Toyota            | 23     |
| 10   | Mark Webber          | Williams-BMW      | 22     |
| 11   | David Coulthard      | Red Bull-Cosworth | 17     |
| 12   | Jenson Button        | BAR-Honda         | 9      |

| Pos. | Fahrer             | Konstrukteur      | Punkte |
| ---- | ------------------ | ----------------- | ------ |
| 13   | Felipe Massa       | Sauber-Petronas   | 7      |
| 14   | Tiago Monteiro     | Jordan-Toyota     | 6      |
| 15   | Alexander Wurz     | McLaren-Mercedes  | 6      |
| 16   | Jacques Villeneuve | Sauber-Petronas   | 6      |
| 17   | Narain Karthikeyan | Jordan-Toyota     | 5      |
| 18   | Christijan Albers  | Minardi-Cosworth  | 4      |
| 19   | Pedro de la Rosa   | McLaren-Mercedes  | 4      |
| 20   | Christian Klien    | Red Bull-Cosworth | 4      |
| 21   | Patrick Friesacher | Minardi-Cosworth  | 3      |
| 22   | Vitantonio Liuzzi  | Red Bull-Cosworth | 1      |
| 23   | Takuma Satō        | BAR-Honda         | 0      |
| –    | Anthony Davidson   | BAR-Honda         | 0      |

### Konstrukteurswertung
| Pos. | Konstrukteur     | Punkte |
| ---- | ---------------- | ------ |
| 01   | Renault          | 102    |
| 02   | McLaren-Mercedes | 87     |
| 03   | Ferrari          | 74     |
| 04   | Toyota           | 54     |
| 05   | Williams-BMW     | 47     |

| Pos. | Konstrukteur      | Punkte |
| ---- | ----------------- | ------ |
| 06   | Red Bull-Cosworth | 22     |
| 07   | Sauber-Petronas   | 13     |
| 08   | Jordan-Toyota     | 11     |
| 09   | BAR-Honda         | 9      |
| 10   | Minardi-Cosworth  | 7      |